# Ciara (album)
Ciara es el quinto álbum de estudio homónimo de la cantante estadounidense Ciara, que fue lanzado el 9 de julio de 2013. Este álbum es el primer lanzamiento de la artista bajo Epic Records, desde que pidió públicamente a Jive Records que la liberara de sus obligaciones contractuales.  La cantante mencionó la falta de apoyo del sello y la financiación financiera para sus álbumes anteriores Fantasy Ride (2009) y Basic Instinct (2010).  En este quinto álbum de estudio, Ciara se reúne con su mentor y amigo de muchos años, L.A. Reid, presidente de Epic Records.  A Reid se le atribuye el descubrimiento de Ciara en 2003, además de contratarla con su sello LaFace Records y ser la productora ejecutiva de su álbum de estudio debut, Goodies (2004).
En Ciara, la cantante se reencuentra con los productores de música Rodney Jerkins y Jasper Cameron, quienes han trabajado respectivamente en singles y álbumes anteriores de Ciara.  Al dúo se unieron The Underdogs, Soundz, D'Mile, Oligee, Josh Abraham y Mike Will Made It, entre otros.  Las contribuciones de escritura provienen de cantautores como Wynter Gordon, Livvi Franc y Ali Tamposi, junto con una serie de contribuciones de la propia Ciara.  Los raperos Future y Nicki Minaj respectivamente tienen voces invitadas en el álbum, mientras que la propia Ciara figura como artista destacada en la canción "Super Turnt Up", un disco en el que rapea y se atribuye el mérito de coproducir la canción.
Promover el lanzamiento de este álbum, los tres sencillos;  incluyendo "Sweat" con 2 Chainz, "Sorry" y "Got Me Good" fueron lanzados, cuando el álbum se tituló One Woman Army.  Ninguna de las canciones tuvo impacto en el Billboard Hot 100 de EE. UU. Y posteriormente fueron barridas a un lado en favor de un nuevo sencillo, titulado "Body Party", que alcanzó el puesto 22 en el Billboard Hot 100 de EE. UU. Y el número uno en el Billboard Hot R&B/Hip-Hop Songs / de EE. UU. "I'm Out", con Nicki Minaj, fue lanzado como el segundo sencillo del álbum en junio de 2013. "Overdose" fue lanzado como el tercer sencillo del álbum, fue enviado a la radio American Urban y Rhythmic en septiembre y octubre de 2013, respectivamente.
Tras su lanzamiento, Ciara tuvo una cálida recepción por parte de los críticos musicales, quienes felicitaron al álbum como uno de los más fuertes en su discografía, pero criticaron la falta de identidad y la impresión duradera que deja el álbum.  El álbum debutó en el número dos de la lista Billboard 200 de EE. UU., Con ventas en la primera semana de 59.000 copias, convirtiéndose en su cuarto álbum entre los tres primeros en la lista.  En abril de 2015, el álbum ha vendido 208.000 copias en los Estados Unidos.
| N.º   | Título                             | Letras | Música | Escritor(es)                                     | Duración |  |
| 1.    | «"I'm Out" (Con Nicki Minaj)»      | Theron Thomas Timothy Thomas Onika Maraj Ciara Harris                                                                                          |        | Rock City The Co-Captains                        | 3:58     |  |
| 2.    | «"Sophomore"»                      | Kenneth Coby Harris |        | Soundz Ciara                                     | 3:44     |  |
| 3.    | «"Body Party"»                     | Harris Nayvadius Wilburn Jasper Cameron Michael L. Williams II Pierre "P-Nasty" Slaughter Carlton Mahone Rodney Terry                          |        | Mike Will Made-It P-Nasty Ciara Wilburn          | 3:54     |  |
| 4.    | «"Keep on Lookin'"»                | Theron Thomas Timothy Thomas Harris |        | Rock City Cameron Wallace                        | 3:17     |  |
| 5.    | «"Read My Lips"»                   | Harris Darkchild Olivia Waithe |        | Jerkins Tommy Lumpkins Ciara                     | 4:08     |  |
| 6.    | «"Where You Go" (Con Future)»      | Williams II Slaughter Harris Wilburn |        | Mike Will Made-It P-Nasty[b] Ciara[a] Wilburn[a] | 3:43     |  |
| 7.    | «"Super Turnt Up"»                 | Harris Cameron |        | Ciara Cameron                                    | 4:28     |  |
| 8.    | «"DUI"»                            | Coby Chris "The Rockstars" Llewellyn Brian "The Rockstars" Cohen Sean "Elijah Blake" Fenton Harris                                             |        | Soundz The Rockstars Kuk Harrell[a] Ciara[a]     | 4:35     |  |
| 9.    | «"Livin' It Up" (Con Nicki Minaj)» | Dernst Emile II Wynter Gordon Harris Maraj Kenneth Carter Walter Carter Dave Ferguson William Hull Curtis Reynolds Keith Samuels Brian Sherrer |        | D'Mile                                           | 3:45     |  |
| 10.   | «"Overdose"»                       | Josh Abraham Oliver "Oligee" Goldstein Ali Tamposi Waithe Harris                                                                               |        | Abraham Oligee Harrell[a] Ciara[a]               | 3:47     |  |
| 39:38 |                                    | |        |                                                  |          |  |

- Datos: Q3352671